# Кордицепс
Кордицепс (Cordyceps), наричан още и Рачи крак, Рача нога, e род торбести гъби, най-известна от които е гъсеницата зеленчук — Cordyceps sinensis. Рачият крак е познат още под названието „авето“ (Aweto).
Всички видове Cordyceps са паразити, главно по насекоми и други членестоноги (така че те са ентомопатогенични гъби). Някои от тях паразитират по други гъби като подземните трюфелоподобни Elaphomyces. Мицелът нахлува в тъканта на хазяина и накрая я заменя, докато удълженото плодно тяло може да бъде цилиндрично, разклонено или с много сложна форма. Плодното тяло (строма) съдържа много перитеции — кухи бутилкообразни структури, обикновено закрепени към тъканта на плодното тяло, които съдържат много дълги цилиндрични аски. Те от своя страна съдържат нишковидни аскоспори, които лесно се накъсват и вероятно осъществяват инфекцията.
Родът е разпространен по целия свят и има повече от 300 познати вида – повечето от тях са описани в Азия (значителен брой в Япония, Корея и Тайланд). Родът има много анаморфи (асексуални състояния), от които Beauveria (вероятно включително и Beauveria bassiana), Metarhizium и Paecilomyces (секция Isaria) са по-добре познати, тъй като са използвани за биологически контрол на насекоми вредители. Видовете Кордицепс са особено много и разнообразни във влажни умерени и тропически гори.
Те са източник на вещества с интересни биологически и фармакологични свойства, като кордицепин. Анаморфът на Cordyceps subsessilis (Tolypocladium inflatum) е бил източникът на циклоспорин — лекарство, помагащо при трансплантация на човешки органи, тъй като потиска имунната система (имуносупресор).
Прекомерното събиране на Cordyceps sinensis за продажба в традиционната медицина застрашава околната среда в Тибетското плато, където то расте.
Органично отглежданата рача нога е по-природосъобразна алтернатива на събирането на дива рача нога и осигурява по-добра консистенция от дивия кордицепс. Поради високата цена на дивата гъба е важно да се проверява за добавянето на разклонения или дори основни нишки в сноповете дива рача нога, които биха могли да са добавени, за да се увеличи теглото и оттам цената му. Този риск би могъл изцяло да се избегне чрез закупуване на органичен кордицепс, който е отгледан в органични гранули при внимателно контролирани условия във ферма, на която може да се разчита.

## По-известни видове
- Cordyceps canadensis; върху плодните тела на гъби от род Elaphomyces
- Cordyceps militaris – Обикновена рача нога; върху пеперуди от разред Lepidoptera
- Cordyceps ophioglossoides; върху плодните тела на гъби от род Elaphomyces
- Cordyceps sinensis; върху гъсениците на нощни пеперуди от род Thitarodes